# Kiyoshi Tanabe
Kiyoshi Tanabe   () és un boxejador japonès, ja retirat, guanyador d'una medalla olímpica.
El 1960 va prendre part en els Jocs Olímpics d'Estiu de Roma, on va guanyar la medalla de bronze en la categoria del pes mosca del programa de boxa. En el seu palmarès també destaca una medalla d'or en els Jocs Asiàtics de 1962.
Va debutar professionalment el 1963 i va guanyar el títol japonès de pes mosca el 1965, que va defensar dues vegades abans de deixar-lo vacant. El darrer combat fou el febrer de 1967, quan va lluitar contra el campió de pes mosca de la WBA i WBC Horacio Accavallo en un combat que va guanyar per knockout tècnic al sisè assalt.